# Ulánbátor
Ulánbátor (mongolul Улаанбаатар, klasszikus mongol jelekkel: , Ulaɣan Baɣatur, ejtés ulaan baatur, jelentése ’vörös hős’) Mongólia fővárosa.

## Földrajz
A város a Tola folyó (a Szelenga mellékfolyója) partján fekszik, mintegy 1300 m tengerszint feletti magasságban. A város mellett emelkedik a mongolok egykori szent hegye, a Bogd-úl, amely ma természetvédelmi terület.
Lakóinak száma 1968-ban 260 ezer, 1977-ben 345 ezer, 2005-ben – a vonzáskörzetekkel, Nalajh várossal együtt – 764 ezer fő volt. 2007-ben elérte az 1 milliót, a 2010-es évek végére pedig az 1,4 milliót is meghaladta.

### Éghajlat
A település a leghidegebb telű főváros a bolygón, éghajlata szélsőségesen kontinentális: a rövid nyár meleg, a tél hosszú és extrém fagyos tartósan mínusz harminc fok alatti hőmérséklettel, de nem ritka a mínusz negyven fok sem. Kevés az évi csapadék, zöme nyáron hull le, a levegő páratartalma rendkívül alacsony. A napsütéses órák száma viszont egész éven át magas a Budapesttel nagyjából egy szélességi fokon levő városban.
| Hónap                         | Jan.  | Feb.  | Már.  | Ápr.  | Máj.  | Jún. | Júl. | Aug. | Szep. | Okt.  | Nov.  | Dec.  | Év    |
| ----------------------------- | ----- | ----- | ----- | ----- | ----- | ---- | ---- | ---- | ----- | ----- | ----- | ----- | ----- |
| Rekord max. hőmérséklet (°C)  | −1,9  | 7,7   | 18,7  | 25,5  | 33,8  | 34,7 | 35,1 | 36,9 | 30,8  | 24,1  | 12,9  | −1,5  | 36,9  |
| Átlagos max. hőmérséklet (°C) | −15,6 | −11,4 | −2,0  | 8,3   | 16,8  | 21,6 | 22,7 | 21,5 | 15,6  | 6,8   | −4,4  | −13,7 | 5,6   |
| Átlaghőmérséklet (°C)         | −24,6 | −20,6 | −9,8  | 0,3   | 8,9   | 14,6 | 16,6 | 14,7 | 7,3   | −1,1  | −13,2 | −21,9 | −2,3  |
| Átlagos min. hőmérséklet (°C) | −26,5 | −24,1 | −15,4 | −5,8  | 2,7   | 8,3  | 11,2 | 9,3  | 2,2   | −6,0  | −16,2 | −23,8 | −6,9  |
| Rekord min. hőmérséklet (°C)  | −44,2 | −40,6 | −35,1 | −26,1 | −14,6 | −6,4 | −3,0 | −5,6 | −18,0 | −25,3 | −36,0 | −41,6 | −44,2 |
| Átl. csapadékmennyiség (mm)   | 1     | 2     | 2     | 8     | 13    | 41   | 57   | 51   | 26    | 6     | 3     | 2     | 212   |
| Havi napsütéses órák száma    | 176   | 204   | 265   | 262   | 299   | 269  | 249  | 258  | 245   | 227   | 177   | 156   | 2787  |
| Forrás: Hong Kong Onservatory |       |       |       |       |       |      |      |      |       |       |       |       |       |

## Története

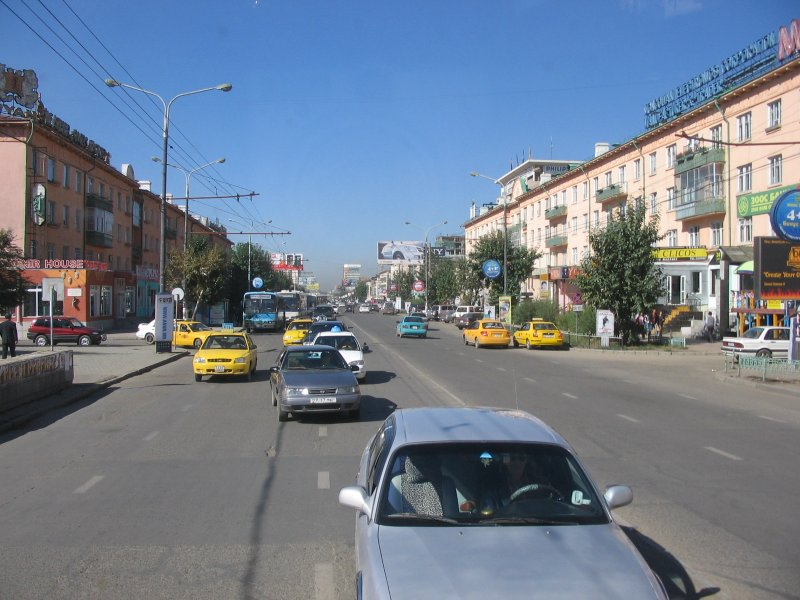
Ulánbátori utca

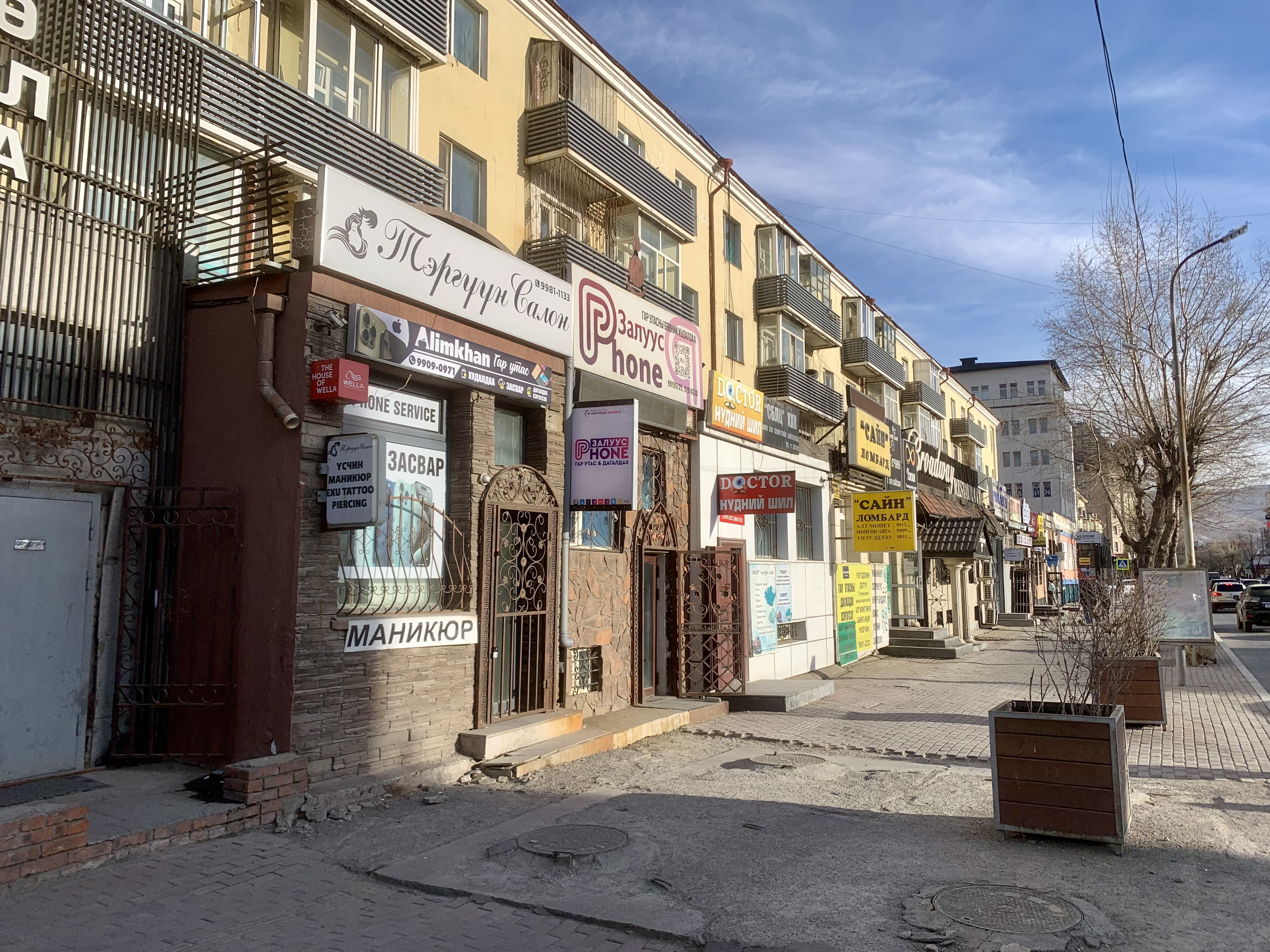
Ulánbátori utca

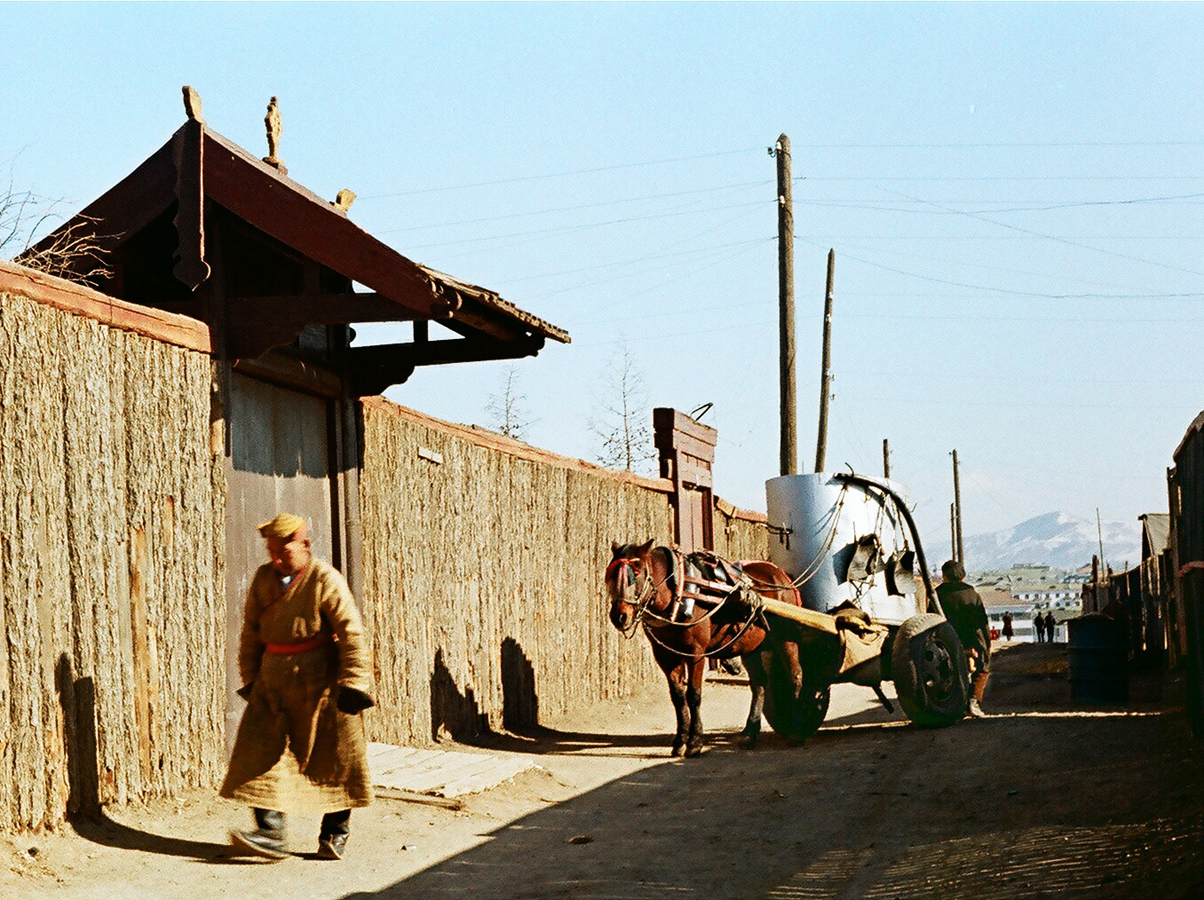
Vízszállító kocsi a Gandan-dombon, a kolostorba igyekvő lámával (1972)

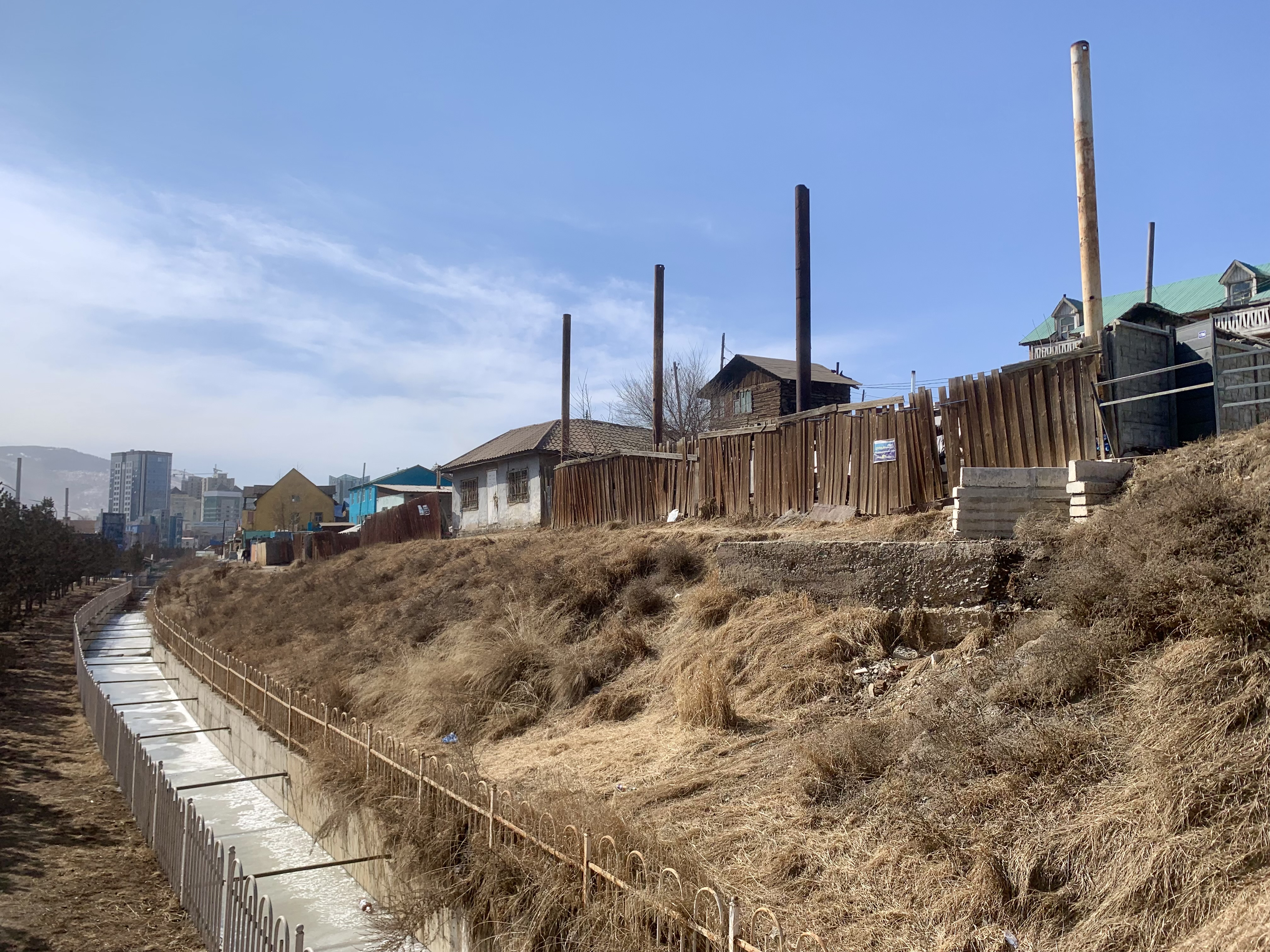
A Gandan-domb házai

Régi neve Da Hüré (Даа Хурээ) vagy Ih Hüré (Их Хурээ) („nagy kolostor”); 1911-től, az önálló Mongólia megalakulásától 1924-ig Nijszlel Hüré (Нийслэл Хурээ) („főváros-kolostor”). Külföldön az orosz Urga elnevezést vették át, ami a mongol örgö („jurtapalota”) szóból ered. Később kapta az Ulánbátor nevet, ami ’vörös hős’-t jelent.
1639-ben jött létre az első buddhista főpapi székhely egy lámakolostorban, amely – a nomád viszonyoknak megfelelően – egyik helyről a másikra vándorolt, és végül 1778–79-ben telepítették le a mai város helyén. A templomok és szerzeteslakások mellé előbb kínai kereskedők, kézművesek, majd orosz kereskedők települtek, és a 19. század közepére a kolostorváros nemcsak a lámaista egyház, hanem a Kína és Oroszország közötti teakereskedelem központja lett. A régi fővárosnak két központja volt: a nagyobbik a mai Szühebátor tér helyén állott kolostor körül, a kisebbik az ún. Gandan-dombra épült kolostor körül alakult ki; ezeket vették körbe a városi lakosság jurtái. Különálló negyedet alkottak a kínai kereskedők vályogházai.
A 20. század elején a városban száznál több kisebb-nagyobb szentély, kolostor működött, közel 15 ezer szerzetessel.
Amikor 1911-ben megdöntötték a mandzsu császárság hatalmát, az önállóvá lett ország uralkodója az addigi főpap (a Dzsepcundamba Kutuktu, azaz a Bogdo gegen) lett. Az ő idejében létesült Urgában többek között az első jelentősebb villamos erőmű, valamint az orosz-mongol nyomda, ahol az első mongóliai és mongol nyelvű újságokat nyomtatták. A város 1919-ben a kínaiak, majd a fehérgárdista Ungern báró hatalma alá került, végül 1921-ben a Vörös Hadsereg által támogatott mongol csapatok vették birtokukba. 1924-ben a Nagy Népi Hurál (parlament) első ülésén kikiáltották a népköztársaságot: a főváros ekkor kapta a mai Ulánbátor (’Vörös Hős’) nevet. A forradalom után itt kezdődött el az ország újkori élete. A város szovjet segítséggel épült, és az 1930-as években ugyancsak szovjet „segítséggel” szüntették meg buddhista jellegét, rombolták le szinte összes templomát, lámakolostorait.

## A mai város
A jelentősebb építkezések az 1940-es évek második felében kezdődtek, a fontosabb középületek ma is a sztálini korszak neobarokkos, neoklasszicista jellegzetességeit hordozzák. A régi városszerkezet gyökeresen megváltozott, korszerű út- és közműhálózat létesült, és szovjet mintára lakótelepeket (ún. mikrorajonokat) alakítottak ki. A belső kerületekből az 1970-es évekre eltűntek a jurták és vályogházak, de a kiépített körzeteket ma is jurtatelepek sokasága övezi.
A város központja a mongol forradalom vezéréről elnevezett Szühebátor tér, itt rendezték a kommunista állam központi ünnepségeit, és 1989-ben itt kezdődtek a kommunista rendszer elleni első megmozdulások is. A téren áll a Nagy Népi Hurál (parlament) palotája, melynek építését 1945-ben fejezték be (1961-ben átépítették), és az Állami Opera és Balettszínház épülete (1945–1949). Szühebátor és Csojbalszan szovjet mintára épített mauzóleumát 2005-ben eltávolították a térről, hogy helyet adjanak Dzsingisz kán készülő új emlékművének. A város sokáig legmagasabb épülete volt a Béke sugárúton épült, nyolcemeletes, 1969-ben megnyitott nagyáruház (Их дэлгүүр).

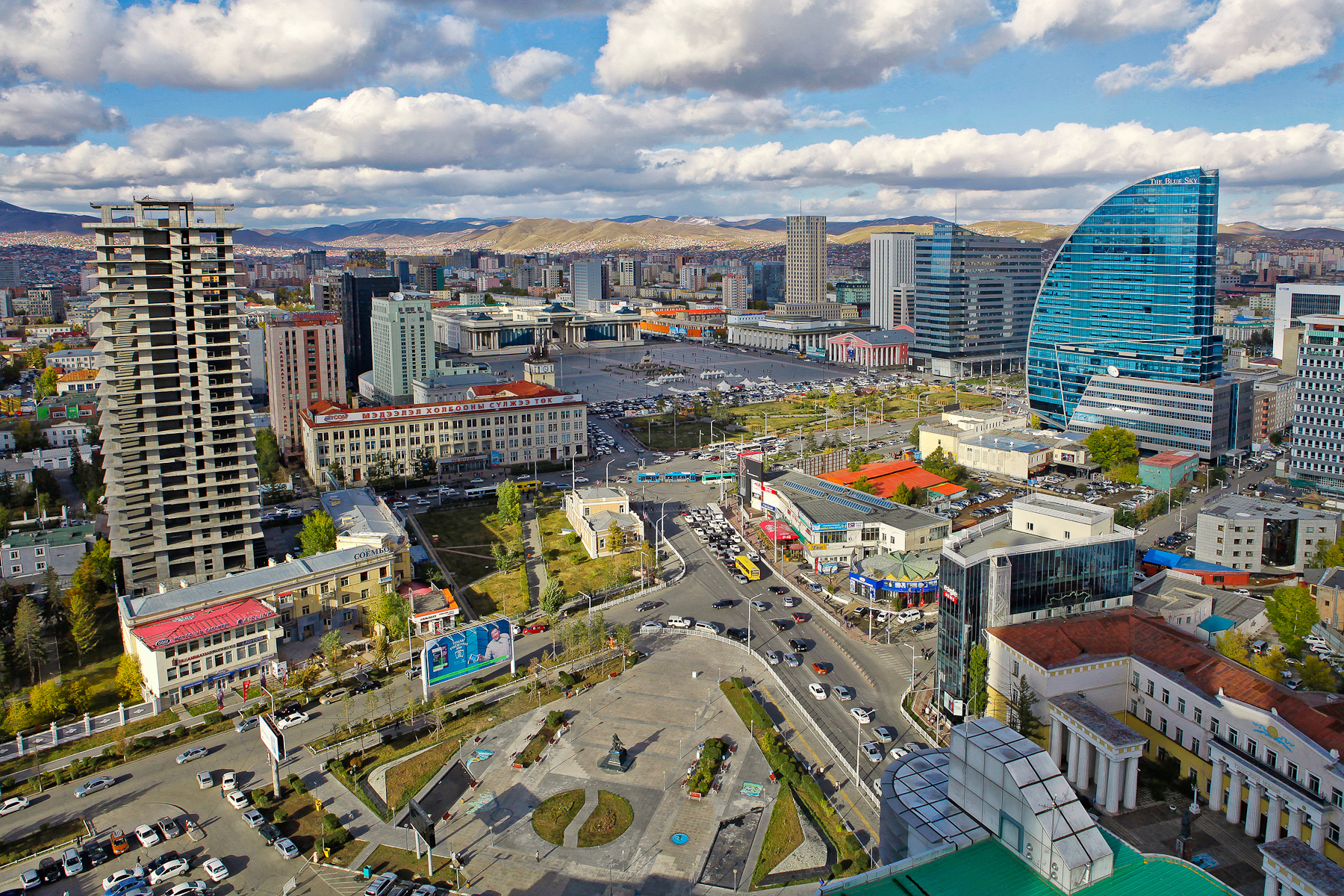
Az üzleti negyed

## Gazdaság
A főváros első nagyipari létesítménye az 1934-ben alapított Iparművek volt, körülötte alakult ki a gyárnegyed. Kiemelkedő iparágak többek között a fémfeldolgozó ipar, az élelmiszeripar, az építőanyag-gyártás; a legfontosabb létesítmények az NDK–magyar együttműködéssel épített húsipari kombinát, a bőr- és ruhagyár, a központi malom. A főváros vonzáskörzetéhez tartozó Nalajh ipari városban szénbánya, üveggyár működik, Szonginóban 1973 óta üzemel a jelentős magyar segítséggel létesített, korszerű oltóanyag- és takarmánygyár.

## Közlekedés
A városi tömegközlekedés autóbuszokon bonyolódik le; 1987 óta több új trolibuszvonal létesült. 
A külföldi kapcsolatot az Oroszország és Kína között közlekedő, Ulánbátort is érintő vasútvonal, illetve az ország egyelőre egyetlen nemzetközi repülőtere, a Dzsingisz Kán nemzetközi repülőtér biztosítja. A megyeszékhelyekre rendszeres légi járatok közlekednek. 
A várostól 30 km-re délre épülőben van egy új nemzetközi repülőtér, melynek alapkövét 2012 áprilisában tették le, de a munkálatok többszöri halasztást szenvedtek, így 2020-ban is függőben volt még.
Naushkin keresztül vasúti összeköttetés van a Transzszibériai vasútvonalhoz, valamint a kínai vasúthálózathoz Csiningen keresztül. Ulánbátor közúti összeköttetésben áll Mongólia legtöbb nagyobb városával. Mongóliában a legtöbb út burkolatlan és jelöletlen, a közúti közlekedés nehézkes és lassú a sok kátyú miatt. Még a városon belül sem minden út aszfaltozott, és sok aszfaltozott út rossz, elhanyagolt állapotban van.
Ulánbátorban sok a használtan importált személygépkocsi Japánból és Koreából. Ezek egy része jobbkormányos és illegálisan került be az országba. A gyalogosok fegyelmezetlenek, sok a gyalogos baleset. Az ittas vezetés gyakori.

## Kultúra
Évente kétszer, májusban és szeptemberben tartják meg az ulánbátori könyvvásárt a Szühebátor téren. Az esemény évente több mint 300 írót, több mint 120 könyvkiadót és szervezetet, valamint a város és más régiók olvasóit vonzza. Lehetőség van a szerzőkkel való eszmecserére és a könyvek dedikálására. A könyvfesztivált a városi kulturális osztály és az Oktatási Minisztérium szervezi.

### Oktatás
A fővárosban találhatók az ország legjelentősebb felsőoktatási és kulturális intézményei, köztük a Mongol Állami Egyetem és további négy főiskola, valamint a legnagyobb nyilvános könyvtár. Az Állami Opera és Balettszínház mellett a városnak több prózai színháza is van.

### Művészet
A Természetrajzi Múzeum állandó kiállításának nevezetessége a Góbi-sivatagban kiásott két hatalmas dinoszaurusz-csontváz. A hagyományos és az újkori mongol művészet alkotásai láthatók a 17. századi buddhista főpapról és szobrászról, Dzanabadzarról elnevezett Szépművészeti Múzeumban.

### Fesztivál
Kiemelkedő látványosság a nemzeti ünnep, a Nadam évente megrendezett rendezvénysorozata, a hagyományos birkózó-, íjász- és lovasversenyekkel.
|                        |                  |                   |  |
| Az állami operaszínház | A drámai színház | A Nemzeti Galéria |  |

### Környezetszennyezés
A városközponthoz közeli, széntüzelést használó gyárak miatt a légszennyezés jelentős. A rengeteg, engedély nélkül létesített jurta és bódé szintén széntüzelést alkalmaz.

## Látnivalók
- A főváros nevezetessége az egyetlen lámakolostor, mely a szocializmus évei alatt is működhetett, a Gandan (Örömteli) kolostor. Legrégibb szentélye a 19. század közepén épült.
- A Palotamúzeum az utolsó Bogdo gegen (főpap és egyben világi uralkodó) téli palotájának fennmaradt épületeiből: hat kínai stílusú templomból és az orosz stílusú, emeletes lakóházból áll. Az épületegyüttest a díszkapukkal és a palotakerttel együtt 1893–1903 között alakították ki, eredetileg jóval nagyobb területen.
- A csojdzsin láma kolostorát 1904–1905-ben építették a kínai pagodák stílusában, 1941-ben Vallástörténeti Múzeummá alakították át. Egyedülálló az itt őrzött ún. cam-maszk-ok gyűjteménye: az istenségeket ábrázoló különféle álarcokat rituális táncok alkalmával viselték a szerzetesek.

|  |  |  |  |

## Testvérvárosok
A város hivatalos honlapja alapján:
- Denver, Amerikai Egyesült Államok
- Gold Coast, Ausztrália
- Irkutszk, Oroszország
- Mijakonojo, Japán
- Moszkva, Oroszország
- Szöul, Dél-Korea
- Tajpej, Tajvan
- Hohhot, Kína

## Fordítás
- Ez a szócikk részben vagy egészben  a(z)   Улан-Батор című orosz Wikipédia-szócikk ezen változatának fordításán alapul.  Az eredeti cikk szerkesztőit annak laptörténete sorolja fel. Ez a jelzés csupán a megfogalmazás eredetét és a szerzői jogokat jelzi, nem szolgál a cikkben szereplő információk forrásmegjelöléseként.